# 2020年の株価大暴落
2020年の株価大暴落（2020ねんのかぶかだいぼうらく、英: 2020 stock market crash）とは新型コロナウイルス感染症 (2019年)が世界的に流行し始めた2020年2月末ごろから3月にかけて始まった世界的な株価大暴落である（ただし、下記のようにアメリカでのコロナ情勢とアメリカ株の上下は必ずしも一致していない）。「コロナショック」と呼称される場合もある。

## 概要
世界金融危機 (2007年-2010年)（リーマン・ショック）以来の最高値付近に推移していて、アメリカで初のSARSコロナウイルス2感染者が確認された2020年1月21日以降も大きな影響を受けなかったが、2月12日にダウ平均株価が市場最高値に達した後、世界各国の株価は2月末から急落した。アメリカ合衆国における2019年コロナウイルス感染症の流行状況が本格化しだした3月末から4月にかけてアメリカ株の歴史的な暴騰も起きた（デッド・キャット・バウンス）。景気対策として行われた各国の中央銀行による大規模な量的金融緩和政策の影響もあり、5月から6月の前半にかけても株価の上昇傾向は続き、6月8日にはダウ平均株価が27,000ドル台を回復、ナスダック総合指数は史上初めて10,000ポイントに達するなどした。実体経済の回復を伴わない株価の急激な上昇については、バブル経済（コロナバブル）との指摘も存在している。
また、新型コロナウイルス感染症の世界的流行 (2019年-)を抑えるために、世界中の人々が集会、イベント、外出を控えるようになったことにより、幅広い業種が打撃を受けている。
欧州連合、アメリカ、日本など多くの国々が入国規制を実施し、中国も3月28日から実施した。さらに中国や欧米諸国はロックダウン (政策)（都市封鎖・移動制限）を実施。入国規制やロックダウン等による移動の制限は経済への打撃につながるので、それらが決定されたあと、しばしば株価の下落が加速した。しかし、爆発的な感染者の増加により医療機関がパンクすることを防ぐためには、封じ込め策が有効とされている。

## タイムライン

### 1月
- 1月20日
  -  日本の日経平均株価がコロナ・ショック前の年初来最高値24,083円51銭（終値）を記録。
- 1月31日
  -  WHOが国際的に懸念される公衆衛生上の緊急事態 (PHEIC) を宣言した。

### 2月
- 2月3日
  -  中国のCSI300指数[注釈 1](-7.9%)、上海総合指数(-7.7%)、深圳総合指数(-8.4%)が暴落。2015年の大暴落以来の大きな下げを記録した[11]
- 2月12日
  -  アメリカのダウ平均株価が史上最高値 $29,551.42（終値）を記録[12]。
- 2月25日
  -  日本の東証株価指数（TOPIX）が暴落した（-3.33%）。
  -  日本の日経平均株価が暴落した（-3.34%）[注釈 2]。
- 2月27日
  -  日本の東証株価指数（TOPIX）が暴落した（-2.37%）。
  -  日本の日経平均株価が暴落した（-2.13%）[注釈 3]。
- 2月28日
  -  東証株価指数（TOPIX）の2月の終値は前月比-173.57(-10%）となった
  -  日本の日経平均株価の2月の終値は前月比-2,062.22(-8.9%）となった[13]。
  - アメリカのダウ平均株価は週間（2/24-28）で12%以上も下落した。2008年の世界金融危機以来の大きな下落率を記録した[14]。
  -  2月下旬に新型コロナウイルス感染者数が欧州で増加したので、2月初旬まであった楽観ムードが一転し、世界的な株安が進行した。

### 3月
- 3月6日
  - 新型コロナウイルス感染症の流行拡大により、原油の需要が減少することが見込まれたので、サウジアラビアはOPEC+の協議で大幅な協調減産を主張したが、ロシアはそれに合意しなかった[15]。協議が決裂したことを受け、サウジアラビアは原油増産に乗り出す姿勢を示した。
  -  世界全体の新型コロナウイルス感染者数が10万人を突破した[16]
- 3月9日
  -  ロシアとサウジアラビアの原油価格戦争の影響により原油価格が急落。
  -  日本の日経平均株価が大暴落した（-5.07%）[注釈 4]。
  -  イギリスのFTSE100が大暴落した(-7.69%)。
  -  ドイツのドイツ株価指数が大暴落した(-7.94%)。
  -  フランスのCAC 40が大暴落した(-8.39%)。
  -  イタリアのFTSE MIB指数が大暴落した(-11.17%)。
  -  アメリカのダウ平均株価が大暴落した（-7.79%）。この日は「Black Monday I」と呼ばれるようになった。
- 3月11日
  - WHOが新型コロナウイルス感染症の流行はパンデミックであると表明した。
- 3月12日
  -  イギリスのFTSE100が大暴落した(-10.87%)。
  -  ドイツのドイツ株価指数が大暴落した(-12.24%)。
  -  フランスのCAC 40が大暴落した(-12.28%)。
  -  イタリアのFTSE MIB指数が大暴落した(-16.92%)。
  -  アメリカのダウ平均株価が大暴落した（-9.99%）。この日は「Black Thursday」と呼ばれるようになった。
- 3月16日
  -  日本の東証株価指数（TOPIX）がコロナ・ショックの底の1236.34に下落した。
  -  オーストラリアのS&P/ASX 200が大暴落した（-9.70%）。
  -  アメリカのダウ平均株価が大暴落した(-12.93%)。この日は「Black Monday II」と呼ばれるようになった。
  -  VIX指数（恐怖指数）が82.69（終値）に上昇した[17]。
- 3月17日
  - アメリカのドナルド・トランプ大統領が大規模な景気刺激策を検討していることを明らかにした。
- 3月18日
  -  VIX指数（恐怖指数）が一時85.47に達した[18]
- 3月19日
  - アメリカの中央銀行にあたる連邦準備制度理事会(FRB)はオーストラリア、ブラジル、韓国、メキシコ、シンガポール、スウェーデン、デンマーク、ノルウェー、ニュージーランドの中央銀行と通貨スワップ協定を締結した[19][20]
  -  イタリアの新型コロナウイルス感染による死者数が3405人に達し、ウイルス発生源とされる中国を上回った[21]。
- 3月22日
  -  世界全体の新型コロナウイルス感染者数が30万人を突破した[22]。
- 3月23日
  -  インドのS&P BSE SENSEXが大暴落した（-13.15%）。
- 3月24日
  -  国際オリンピック委員会 (IOC) 会長・トーマス・バッハが2020年東京オリンピック開催の延期を決定した。
  - 日経平均株価が急上昇した（+7.03%）[注釈 5][23]。
- 3月25日
  -  日本の日経平均株価が急上昇した（+8.04%[注釈 6]：史上第6位の上昇率[注釈 7]）。
- 3月26日
  -  アメリカの新型コロナウイルスの感染者数が8万3500人を超え、世界最多となった[24]。
  -  アメリカ合衆国労働省は3月第3週(3/15-21）の新規失業保険申請件数（Initial jobless claims）が328.3万件（前週比+300.1万）であると発表した[25]。過去最多。それまでの最多記録は69.5万件だった（第2次石油危機後の1982年9月26日～10月2日の週）[26]。
- 3月27日
  -  アメリカのドナルド・トランプ大統領が過去最大の2兆ドル（約220兆円）規模の景気刺激策法案に署名し、法律が成立した[27][28]。
- 3月28日
  -  世界全体の新型コロナウイルス感染者数が60万人を突破した[29]。
- 3月31日
  -  日本の日経平均株価の3月の終値は前月比-2225.95（-10.5%）となった[30]。3か月連続の下落。
  -  アメリカのダウ平均株価が月間・四半期とも過去最大の下げ幅を記録した[31]。

### 4月
- 4月1日
  -  日本の日経平均株価が大幅に下落（-4.5%）。 日本での都市封鎖（ロックダウン）の可能性が意識されて不安が高まった[32]。
- 4月2日
  -  アメリカ合衆国労働省は3月第4週(3/22-28）のアメリカの新規失業保険申請件数（Initial jobless claims）が664.8万件であると発表した[33]。過去最多記録が2週連続して更新された。今回は前回の約2倍の件数。新型コロナウイルスの感染拡大によって、雇用環境が深刻に悪化した。
- 4月3日
  -  世界全体の新型コロナウイルス感染者数が100万人を突破した[34]。感染者数1位 アメリカ、2位 イタリア、3位 スペイン、4位 ドイツ、5位中国（4月3日時点）。死者数1位 イタリア、2位 スペイン、3位 アメリカ、4位 フランス、5位 中国（4月3日時点）。

### 5月
- 5月12日
  - 東京証券取引所は3月期決算の上場企業約2,300社の2割超が業績発表を延期していると発表[35]。

## 株価暴落の記録

### アジア

#### 日本

日経平均株価の暴落（2020年）

| 日付       | 終値     | 前日比 | 前日比(%) | 出典 |
| ---------- | -------- | ------ | --------- | ---- |
| 2020-02-25 | 1,618.26 | -55.74 | -3.33     |      |
| 2020-02-28 | 1,510.87 | -57.19 | -3.65     |      |
| 2020-03-09 | 1,388.97 | -82.49 | -5.61     |      |
| 2020-03-12 | 1,327.88 | -57.24 | -4.13     |      |
| 2020-03-13 | 1,261.70 | -66.18 | -4.98     |      |

| 日付       | 終値      | 前日比   | 前日比(%) | 出典   |
| ---------- | --------- | -------- | --------- | ------ |
| 2020-02-25 | 22,605.41 | -781.33  | -3.34     | [ 39 ] |
| 2020-02-28 | 21,142.96 | -805.27  | -3.67     | [ 40 ] |
| 2020-03-09 | 19,698.76 | -1050.99 | -5.07     | [ 41 ] |
| 2020-03-12 | 18,559.63 | -856.43  | -4.41     | [ 42 ] |
| 2020-03-13 | 17,431.05 | -1128.58 | -6.08     | [ 43 ] |

#### 中国
| 日付       | 終値    | 前日比  | 前日比(%) | 出典   |
| ---------- | ------- | ------- | --------- | ------ |
| 2020-02-03 | 2746.61 | -229.92 | -7.72     | [ 45 ] |
| 2020-02-28 | 2880.30 | -111.03 | -3.71     | [ 46 ] |
| 2020-03-09 | 2943.29 | -91.22  | -3.01     | [ 47 ] |
| 2020-03-16 | 2789.25 | -98.18  | -3.40     | [ 48 ] |

#### インド
| 日付       | 終値      | 前日比    | 前日比(%) | 出典   |
| ---------- | --------- | --------- | --------- | ------ |
| 2020-02-28 | 38,297.29 | -1,448.37 | -3.64     |        |
| 2020-03-09 | 35,634.95 | -1,941.67 | -5.17     |        |
| 2020-03-12 | 32,778.14 | -2,919.26 | -8.18     |        |
| 2020-03-16 | 31,390.07 | -2,713.41 | -7.96     |        |
| 2020-03-18 | 28,869.51 | -1,709.58 | -5.59     |        |
| 2020-03-23 | 25,981.24 | -3,934.72 | -13.15    | [ 50 ] |

### 欧州

#### イギリス
| 日付       | 終値     | 前日比  | 前日比(%) | 出典   |
| ---------- | -------- | ------- | --------- | ------ |
| 2020-02-24 | 7,156.83 | -247.09 | -3.34     |        |
| 2020-02-27 | 6,796.40 | -246.07 | -3.49     |        |
| 2020-02-28 | 6,580.61 | -215.79 | -3.18     |        |
| 2020-03-06 | 6,462.55 | -242.88 | -3.62     |        |
| 2020-03-09 | 5,965.77 | -496.78 | -7.69     |        |
| 2020-03-12 | 5,237.48 | -639.04 | -10.87    | [ 52 ] |
| 2020-03-16 | 5,151.08 | -215.03 | -4.01     | [ 53 ] |
| 2020-03-18 | 5,080.58 | -214.32 | -4.05     |        |

#### ドイツ
| 日付       | 終値      | 前日比    | 前日比(%) | 出典   |
| ---------- | --------- | --------- | --------- | ------ |
| 2020-02-24 | 13,035.24 | -544.09   | -4.01     |        |
| 2020-02-27 | 12,367.46 | -407.42   | -3.19     |        |
| 2020-02-28 | 11,890.35 | -477.11   | -3.86     |        |
| 2020-03-06 | 11,541.87 | -402.85   | -3.37     |        |
| 2020-03-09 | 10,625.02 | -916.85   | -7.94     |        |
| 2020-03-12 | 9,161.13  | -1,277.55 | -12.24    | [ 55 ] |
| 2020-03-16 | 8,742.25  | -489.83   | -5.31     |        |
| 2020-03-18 | 8,441.71  | -497.39   | -5.56     |        |

#### フランス
| 日付       | 終値     | 前日比  | 前日比(%) | 出典   |
| ---------- | -------- | ------- | --------- | ------ |
| 2020-02-24 | 5,791.87 | -237.85 | -3.94     |        |
| 2020-02-27 | 5,495.60 | -188.95 | -3.32     |        |
| 2020-02-28 | 5,309.90 | -185.70 | -3.38     |        |
| 2020-03-06 | 5,139.11 | -221.99 | -4.14     |        |
| 2020-03-09 | 4,707.91 | -431.20 | -8.39     |        |
| 2020-03-12 | 4044.26  | -565.99 | -12.28    | [ 58 ] |
| 2020-03-16 | 3,881.46 | -236.89 | -5.75     | [ 59 ] |
| 2020-03-18 | 3,754.84 | -236.94 | -5.94     |        |

#### イタリア
| 日付       | 終値      | 前日比   | 前日比(%) | 出典 |
| ---------- | --------- | -------- | --------- | ---- |
| 2020-02-24 | 23427.19  | -1345.96 | -5.43     |      |
| 2020-03-09 | 18475.91  | -2323.98 | -11.17    |      |
| 2020-03-12 | 14,894.44 | -3034.20 | -16.92    |      |
| 2020-03-16 | 14980.34  | -973.95  | -6.10     |      |

### 北米

#### アメリカ
| 日付       | 終値      | 前日比    | 前日比(%) | 出典   |
| ---------- | --------- | --------- | --------- | ------ |
| 2020-02-24 | 27,960.80 | -1,031.61 | -3.56     |        |
| 2020-02-25 | 27,081.36 | -879.44   | -3.15     |        |
| 2020-02-27 | 25,766.64 | -1,190.95 | -4.42     | [ 62 ] |
| 2020-03-05 | 26,121.28 | -969.58   | -3.58     |        |
| 2020-03-09 | 23,851.02 | -2,013.76 | -7.79     | [ 63 ] |
| 2020-03-11 | 23,553.22 | -1,464.94 | -5.86     | [ 64 ] |
| 2020-03-12 | 21,200.62 | -2,352.62 | -9.99     | [ 65 ] |
| 2020-03-16 | 20,188.52 | -2,997.10 | -12.93    | [ 66 ] |
| 2020-03-18 | 19,898.92 | -1,338.39 | -6.3      | [ 67 ] |
| 2020-03-20 | 19,173.98 | -913.21   | -4.55     |        |

| 日付       | 終値     | 前日比  | 前日比(%) | 出典 |
| ---------- | -------- | ------- | --------- | ---- |
| 2020-02-24 | 3,225.89 | -111.86 | -3.35     |      |
| 2020-02-25 | 3,128.21 | -97.68  | -3.03     |      |
| 2020-02-27 | 2,978.76 | -137.63 | -4.42     |      |
| 2020-03-05 | 3,023.94 | -106.18 | -3.39     |      |
| 2020-03-09 | 2,746.56 | -225.81 | -7.60     |      |
| 2020-03-11 | 2,741.38 | -140.85 | -4.89     |      |
| 2020-03-12 | 2,480.64 | -260.74 | -9.51     |      |
| 2020-03-16 | 2,386.13 | -324.89 | -11.98    |      |
| 2020-03-18 | 2,398.10 | -131.09 | -5.18     |      |
| 2020-03-20 | 2,304.92 | -104.47 | -4.34     |      |

#### カナダ
| 日付       | 終値      | 前日比    | 前日比(%) | 出典   |
| ---------- | --------- | --------- | --------- | ------ |
| 2020-03-09 | 14,514.24 | -1,660.78 | -10.27    | [ 70 ] |
| 2020-03-12 | 12,508.45 | -1761.64  | -12.34    | [ 71 ] |
| 2020-03-16 | 12,360.40 | -1355.93  | -9.89     | [ 72 ] |

### 南米

#### ブラジル
| 日付       | 終値      | 前日比     | 前日比(%) | 出典 |
| ---------- | --------- | ---------- | --------- | ---- |
| 2020-03-12 | 72,582.53 | -12588.60  | -14.78    |      |
| 2020-03-16 | 71,168.05 | -11,509.86 | -13.92    |      |

### オセアニア

#### オーストラリア
| 日付       | 終値     | 前日比  | 前日比(%) | 出典   |
| ---------- | -------- | ------- | --------- | ------ |
| 2020-02-28 | 6,441.20 | -216.70 | -3.25     |        |
| 2020-03-09 | 5,760.60 | -455.60 | -7.33     | [ 75 ] |
| 2020-03-11 | 5,725.90 | -213.70 | -3.60     |        |
| 2020-03-12 | 5,304.60 | -421.30 | -7.36     |        |
| 2020-03-16 | 5,002.00 | -537.3  | -9.70     | [ 76 ] |
| 2020-03-18 | 4,953.20 | -340.20 | -6.43     |        |
| 2020-03-19 | 4,782.90 | -170.30 | -3.44     |        |
| 2020-03-23 | 4,546.00 | -270.60 | -5.62     |        |